# 吴玉光
吴玉光（1909年—1938年），朝鲜族，东北抗日联军第六军第四师政治部主任，2015年8月入选著名抗日英烈、英雄群体名录。

## 生平
1909年，吴玉光出生于朝鲜庆尚北道义城郡安平面，1917年随家人迁居吉林省桦甸县，上过四年学。1927年，吴玉光搬至哈尔滨、阿城等地上学，毕业后在珠河县（今尚志县）做小学老师，并开始参加抗日活动。1933年，他加入汤原反日游击队，任班长。1936年1月，东北人民革命军第六军在汤原反日游击总队的基础上正式成立，吴玉光被任命为第四团政治部主任。同年9月，东北人民革命军第六军改编为东北抗日联军第六军后，他被任命为抗联六军第四师政治部主任。1938年7月，吴玉光在战斗中负伤，但坚持带伤不下火线，同年年底在饶河县小佳河战斗中牺牲，时年29岁。:293

## 婚姻
1937年6月，吴玉光与抗联六军被服厂主任李桂兰在大箐山县召开中共北满临时省委会议期间结为连理。婚后两天，吴玉光便去前线后于1938年底牺牲。1944年，李桂兰改嫁一位丧妻小学教员刘神州，1952年生下一女刘颖。2008年1月，李桂兰去世。临终前，她留下将自己的骨灰与吴玉光合葬在他们当初结婚地方的愿望。2014年5月14日，伊春市老促会与带岭区委、区政府为两人骨灰举办了合葬仪式（由于吴玉光没有留下尸骨，以其牺牲地的一把黄土代替）。抗联老战士李敏为他们题写了碑文“抗日伴侣、永恒守望”。 